# Полит, Эмиль
Эмиль Полит (пол. Emil Polit, 11 октября 1940 года, Змысловка, Лежайский повет, Подкарпатское воеводство, Польша — 4 января 2024 года, Жешув, Польша) — польский художник, известен своими работами на холсте и церковными фресками. Работал как портретист и на религиозные темы, его произведения экспонируются во многих церквях Польши и хранятся в многочисленных коллекциях, в том числе в Национальном музее Пшемысля, Выставочном центре Бюро художественных выставок в Жешуве и в Ватикане.

## Биография
Эмиль Полит родился 11 октября 1940 года в Змысловке, Польша. В 1954 году он начал посещать подготовительную академию изящных искусств в Ярославе. С 1959 года учился в Академии изящных искусств в Кракове, ученик Вацлава Таранчевского. Полит получил степень магистра изящных искусств по живописи и литографии в 1965 году.
По окончании аспирантуры Полит поселился в Жешуве, Польша, где в 1966 году был принят в Ассоциацию профессиональных художников Польши.
В 1988 году Полит начал преподавать в Государственной средней школе изящных искусств в Жешуве, работал преподавателем живописи и рисунка до выхода на пенсию в 2006 году. Он также несколько лет занимал в этой школе должность заведующего кафедрой искусств. С 1989 по 1991 год возглавлял местное отделение Ассоциации профессиональных художников Польши (Związek Polskich Artystów Plastyków).
Полит был благотворителем, его поддержка своего сообщества включала пожертвования в ряд организаций через ежегодные аукционы произведений искусства. Некоторые из наиболее заметных событий — это координируемые консульством Польши в Нью-Йорке аукционы современного искусства Польши и его выставки в Индианаполисе в поддержку общественного телевидения. Другие пожертвования были сделаны им в пользу Общества Святого Альберта в Жешуве, за что в 2002 году он был награждён премией Общества за исключительную щедрость и постоянную поддержку благотворительных организаций детских хосписов юго-восточной Польши. Художник также активно поддерживал Католические благотворительные организации региона Жешув и другие местные благотворительные организации.
Эмиль Полит умер 4 января 2024 года в возрасте 83 лет в Жешуве. Похоронен 9 января 2024 года на кладбище Вильковыя в Жешуве.
Картины Эмиля Полита представлены в музеях и частных коллекциях, в том числе: в Европе, США и Канаде. Он неоднократно выставлялся за рубежом, его произведения имели высокую оценку и удостаивались наград. За заслуги перед польским искусством сам художник был награжден Бронзовым (1995) и Золотым (посмертно, 2024) Крестом Заслуг.